# Uvaria javana
Uvaria javana este o specie de plante angiosperme din genul Uvaria, familia Annonaceae, descrisă de Michel Félix Dunal. Conform Catalogue of Life specia Uvaria javana nu are subspecii cunoscute.